# Liste der Monuments historiques in Soissons-sur-Nacey
Die Liste der Monuments historiques in Soissons-sur-Nacey führt die Monuments historiques in der französischen Gemeinde Soissons-sur-Nacey auf.

## Liste der Objekte
| Bezeichnung                                    | Beschreibung                               | Standort                                   | Kennzeichnung | Schutzstatus | Datum | Bild |
| ---------------------------------------------- | ------------------------------------------ | ------------------------------------------ | ------------- | ------------ | ----- | ---- |
| Skulptur einer Heiligen mit Buch               | Kalkstein, farbig gefasst, 16. Jahrhundert | in der Kirche Nativité-de-la-Vierge (Lage) | PM21002277    | Classé       | 1965  |      |
| Skulptur Heiliger Nikolaus                     | Kalkstein, 16. Jahrhundert                 | in der Kirche Nativité-de-la-Vierge (Lage) | PM21002278    | Classé       | 1965  |      |
| Gemälde Madonna mit Kind, umgeben von Heiligen | Ölfarbe auf Leinwand, 17. Jahrhundert      | in der Kirche Nativité-de-la-Vierge (Lage) | PM21002279    | Classé       | 1974  |      |